# Half Nelson
Half Nelson (br/pt: Half Nelson) é um filme dos Estados Unidos do gênero Drama dirigido por Ryan Fleck.

## Sinopse
Dan Dunne (Ryan Gosling) trabalha como professor em uma escola secundária, localizada na vizinhança pobre do Brooklyn. Desiludido com a realidade, ele não cumpre o currículo padrão da escola e tenta, de alguma forma, incentivar seus alunos a estudar os direitos alcançados com a Guerra Civil americana. Para tanto Dan tenta ensiná-los a pensar por si próprios, incentivando a troca de trabalhos entre eles. Porém fora de sala Dan recorre às drogas para superar a desilusão. Um dia ele é pego, logo após uma aula, por uma de suas alunas, Drey (Shareeka Epps). Apesar da diferença de idade e das condições sociais, eles aos poucos tornam-se bons amigos.

## Elenco
- Ryan Gosling (Dan Dunne)
- Shareeka Epps (Drey)
- Anthony Mackie (Frank)
- Monique Curnen (Isabel)
- Karen Chilton (Karen)
- Tina Holmes (Rachel)
- Collins Pennie (Mike)
- Deborah Rush (Jo Dunne)
- Jay O. Sanders (Russ Dunne)
- Bryce Silver (Bernard)
- Sebastian Sozzi (Javier)
- Nicole Vicius (Cindy)
- Tristan Wilds (Jamal)
- Erica Rivera (Erika)
- Ron Cephas Jones (Sr. Dickson)
- Larry Rapp

## Prêmios
Oscar (2007)
- Indicado: Por Melhor Ator (Ryan Gosling)

Independent Spirit Awards (2007)
- Vencedor: Por Melhor Ator (Ryan Gosling)
- Vencedor: Por Melhor Atriz (Shareeka Epps)
- Indicado: Por Melhor Diretor (Ryan Fleck)
- Indicado: Por Melhor Produção
- Indicado: Por Melhor Roteiro